# 程光华 (1918年)
程光华（1918年10月—2002年10月29日），本姓成，男，直隶（今河北）藁城人，中华人民共和国政治人物，曾任安徽省革命委员会副主任，第五、六届全国人大代表。